# Wordwell
Wordwell is een plaats en civil parish in het Engelse graafschap Suffolk.